# Radvanecký rybník
Radvanecký rybník je více znám jako koupaliště ve Sloupu v Čechách na Českolipsku. Nachází se na katastru obce Radvanec nedaleko Nového Boru.

## Umístění a parametry
Rybník je mezi obcemi Radvanec a Sloup v Čechách v okrese Česká Lípa, v Zákupské pahorkatině, pod Lužickými horami. Napájí jej Dobranovský potok. Je průtočný a slouží jak k chovu ryb, tak rekreaci. Na východním břehu má písčitou pláž, která je součástí koupaliště.
Část břehů je v kontaktu s obydlenými domy, jinde je les či pláže. Rozloha je 8,67 ha. . Na severní straně je u rybníka velké rašeliniště.

## Koupaliště
V roce 1890 bylo na okraji obce z Radvaneckého rybníka vytvořeno přírodní koupaliště, později několikrát rozšířené. Na břehu fungovala restaurace, půjčovna loděk, byla zde plavecká škola. V období mezi světovými válkami se areál nazýval Vlaštovčím jezerem (Schwalbensee), protože zde hnízdící břehule Němci nazývali břehovými vlaštovkami. Po roce 1945 zůstalo koupaliště v provozu a byl u něj postaven kemp i s chatkami. V letech 1965 - 1967 byla provedena velká rekonstrukce areálu.
V roce 1989 byl kemp veden jako veřejné tábořiště Na koupališti, provozovaný Okresním podnikem služeb, závod 06, Nový Bor. Rozloha oploceného areálu byla 80 000 m², provozováno sociální zařízení, půjčovna loděk, restaurace Jednoty III. cenové skupiny, další kiosky s občerstvením, byl zde povolen i windsurfing. 
V letních horkých dnech roku 2015 se na koupališti rekreuje zhruba až 3000 lidí denně.

## Rybaření
Vlastníkem rybníka s rybáři udávanou rozlohou 9,13 ha je obec Sloup v Čechách a uživatelem rybářský spolek z téže obce. Je zde povoleno sportovní rybaření.

## Cestovní ruch
Nejbližší vlakové spojení je z železniční stanice v Novém Boru, tedy 3,5 km daleko. Jedná se o Trať 080 z Bakova nad Jizerou do Jedlové přes Českou Lípu.
Do Sloupu zajíždí pravidelné linky ČSAD Česká Lípa, vede zde silnice 268 a řada místních komunikací na Cvikov a Nový Bor. Kolem rybníka vede cyklotrasa 3059 a modře značená turistická trasa z České Lípy na Cvikov.

## Galerie

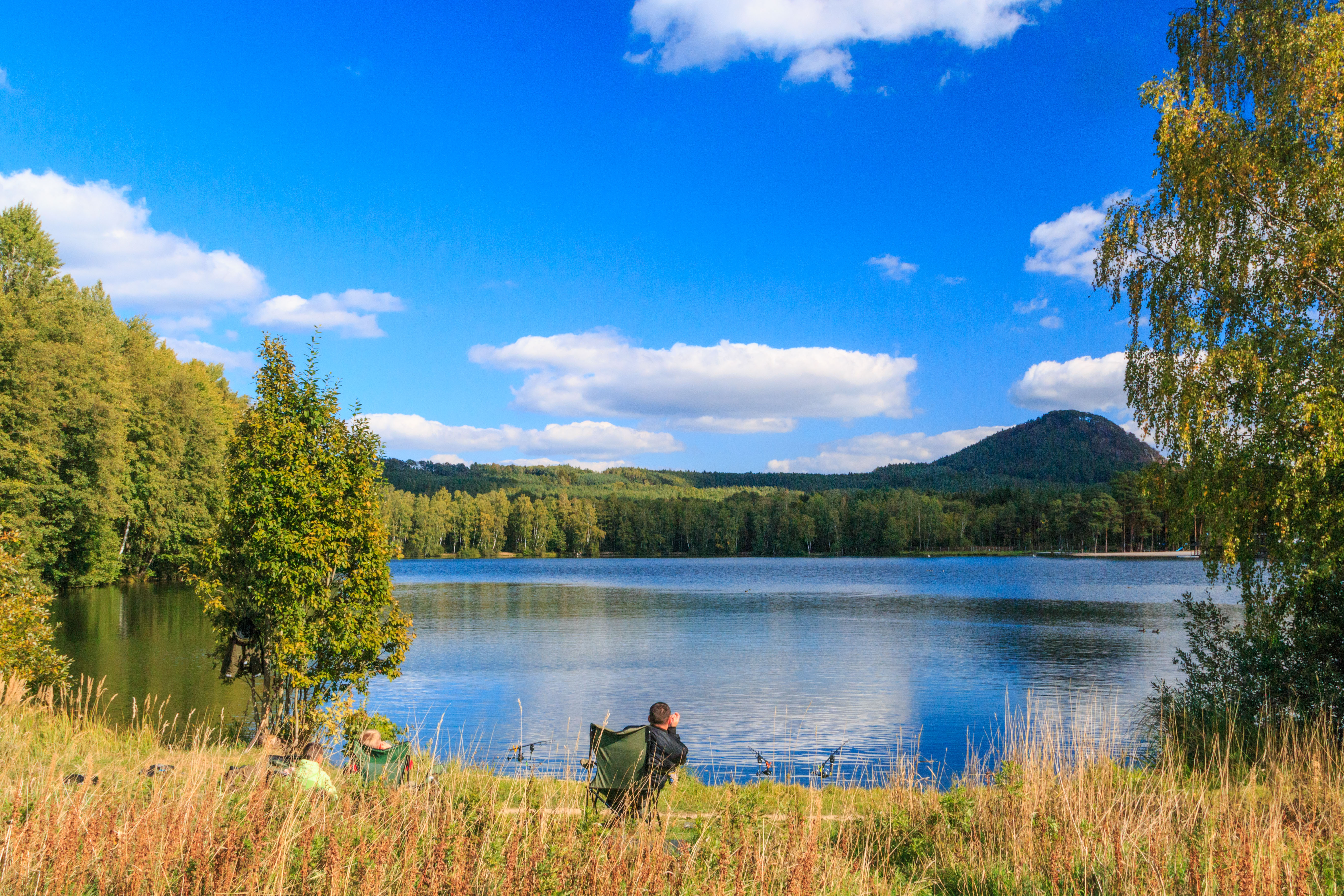
pohled na Radvanecký rybník
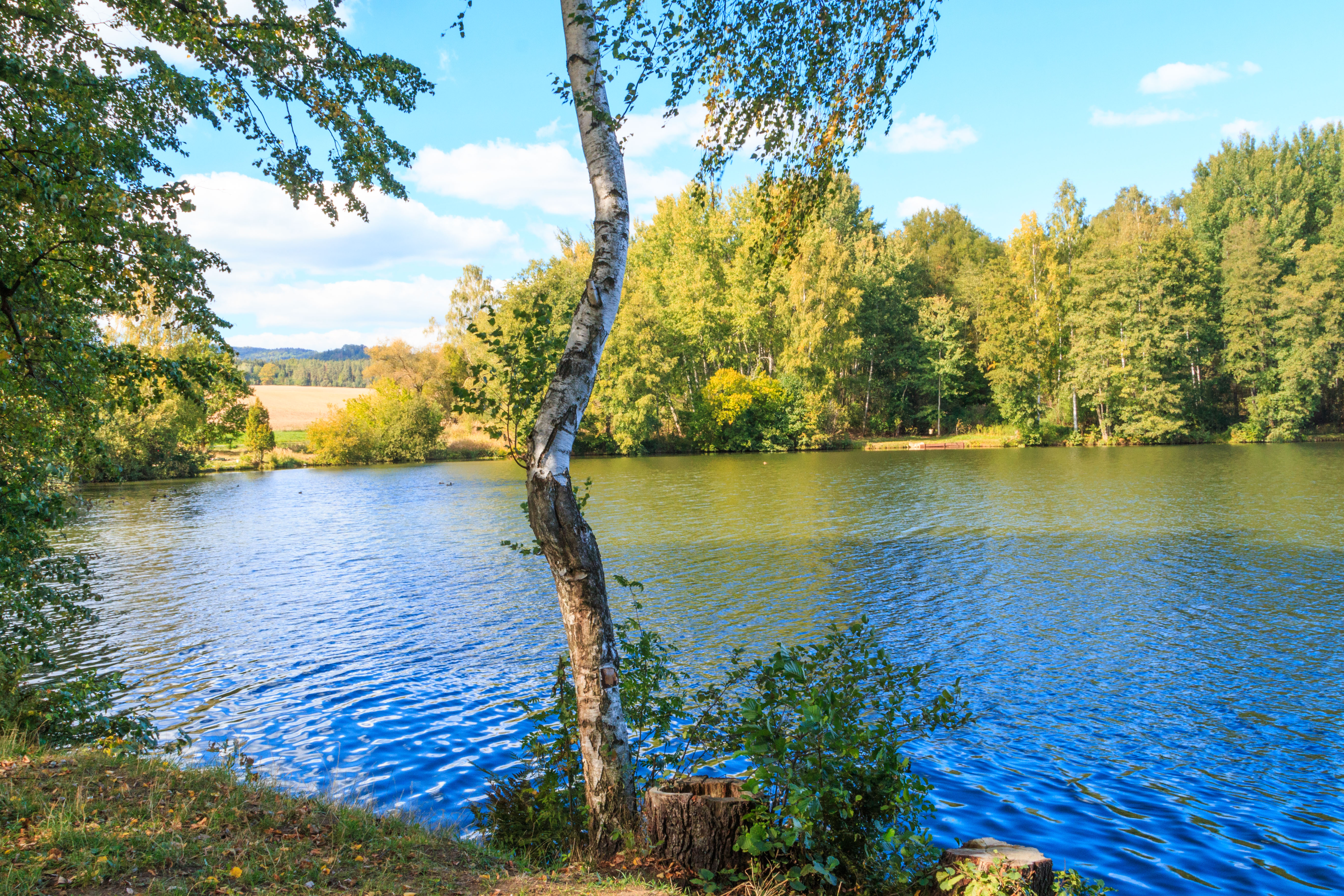
pohled na Radvanecký rybník
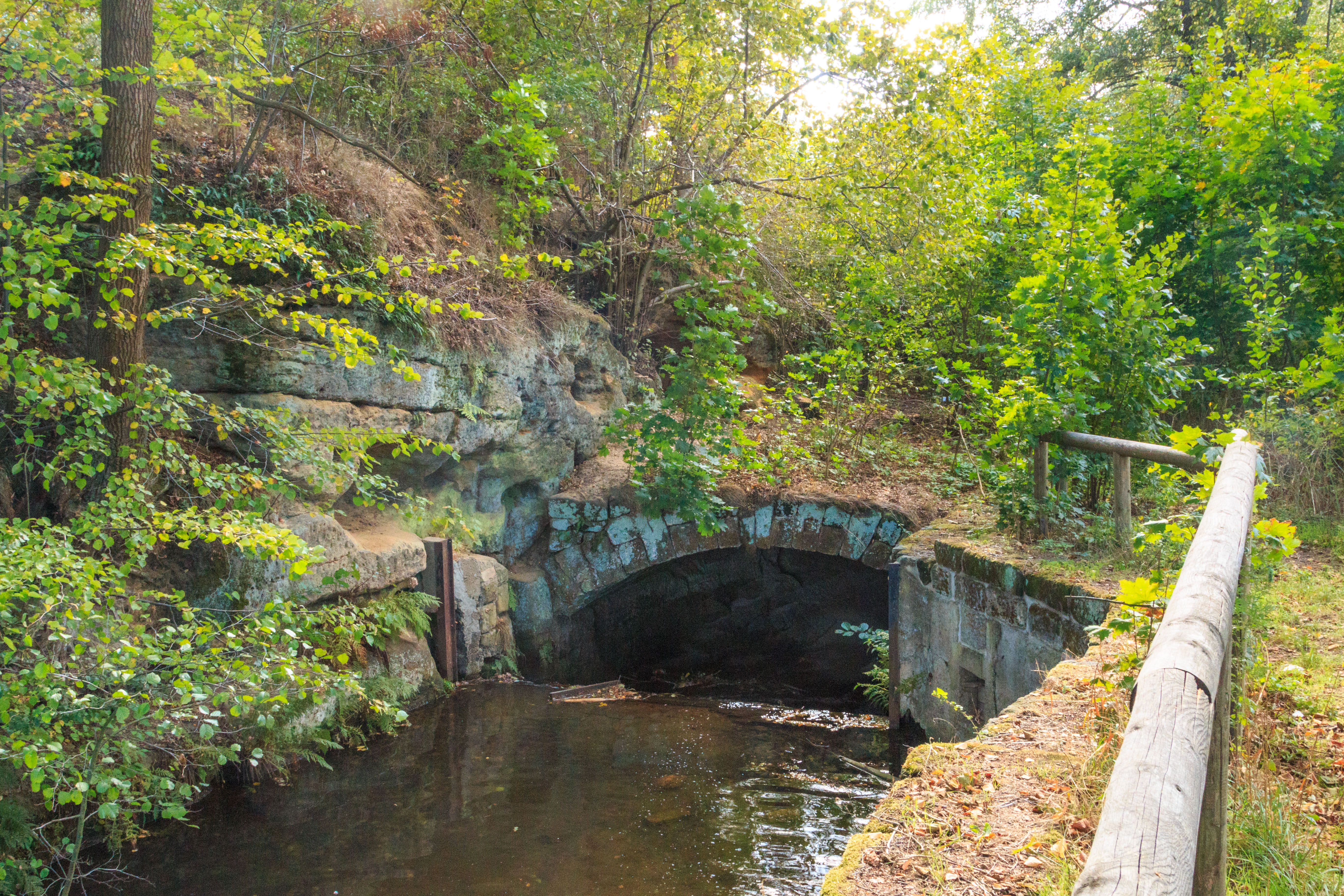
pohled na Radvanecký rybník
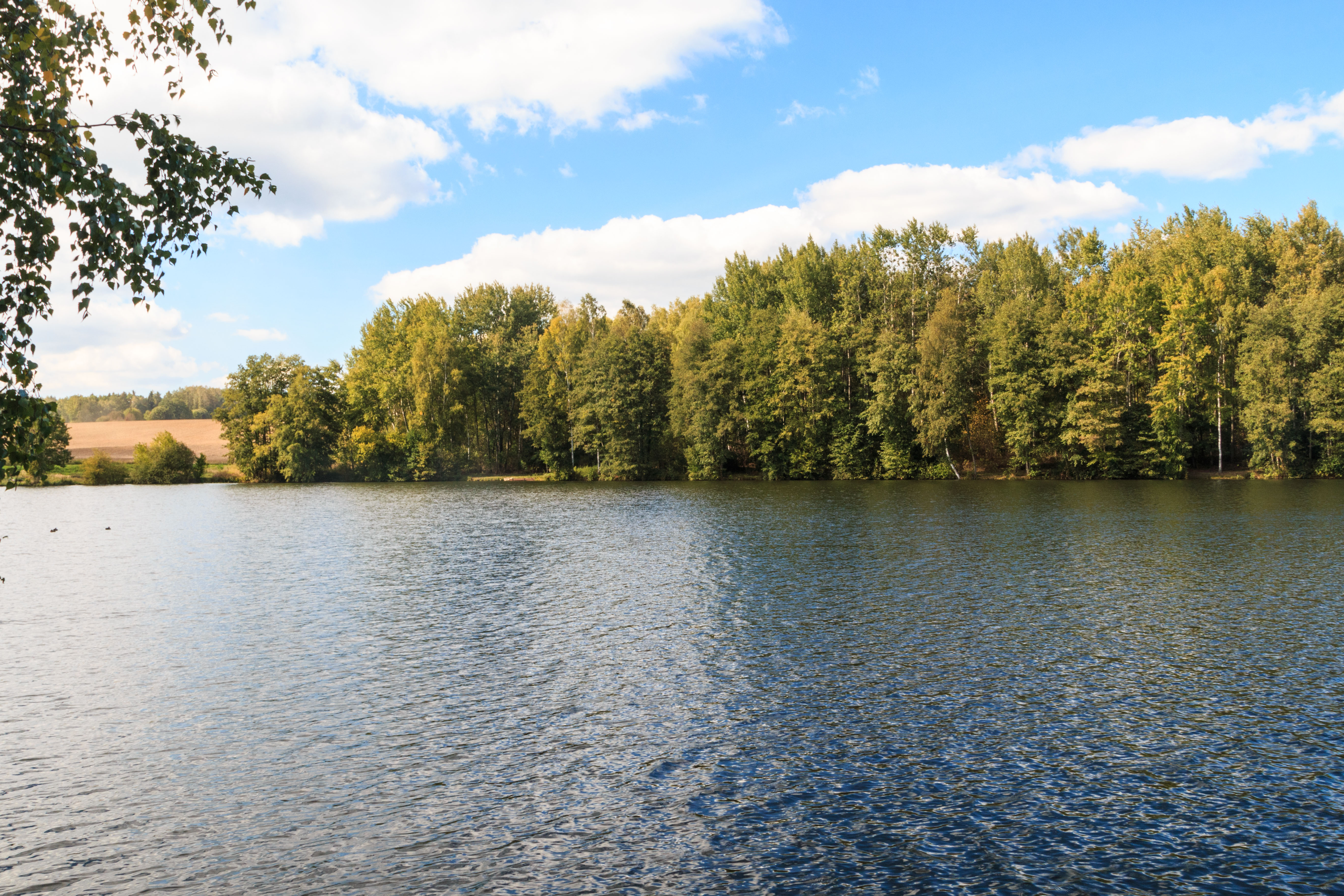
pohled na Radvanecký rybník
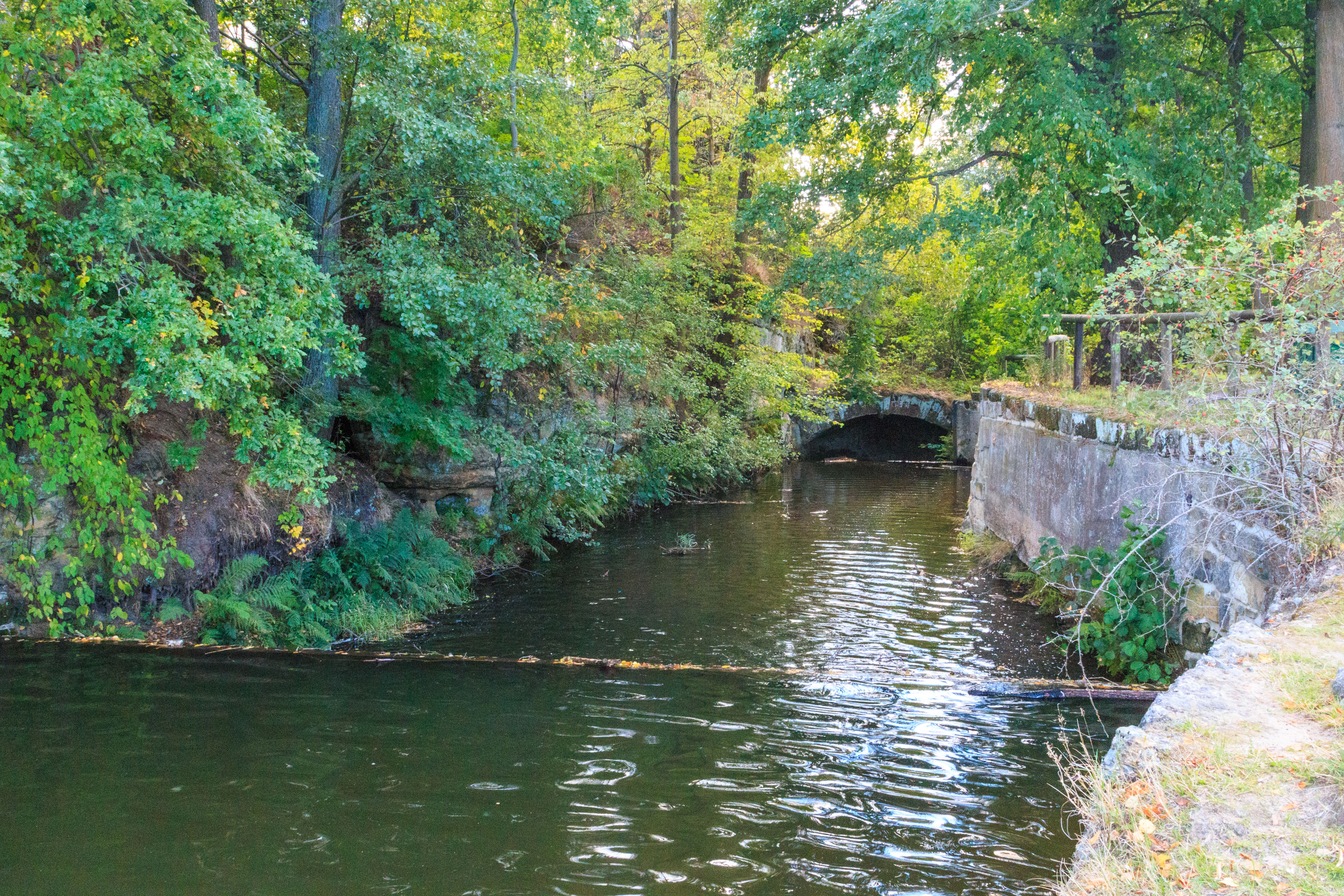
pohled na Radvanecký rybník